# Aphia minuta
Az Aphia minuta a sugarasúszójú halak (Actinopterygii) osztályának sügéralakúak (Perciformes) rendjébe, ezen belül a gébfélék (Gobiidae) családjába és a Gobiinae alcsaládjába tartozó faj.
Nemének egyetlen faja.

## Előfordulása
Az Aphia minuta előfordulási területe az Atlanti-óceán keleti részén van, és a norvégiai Trondheimtól, egészen Marokkóig tart. A következő tengerekben is megtalálható: Norvég-, Északi-, Földközi-, Fekete- és Azovi-tenger.

## Megjelenése
Ez a hal legfeljebb 7,9 centiméter hosszú. 26-28 csigolyája van. Hátúszóján 4-6 tüske látható. A hím hát- és farok alatti úszói hosszabbak, mint a nőstényé. Teste áttetsző, kisebb-nagyobb vöröses árnyalattal. Fején és mellúszóinak tövében kromatofórák vannak.

## Életmódja
Nagy elterjedése miatt az Aphia minuta egyben mérsékelt övi és szubtrópusi hal is. Sós- és brakkvízben egyaránt megél. A nyílt vizeket kedveli, ahol a hőmérséklet 13-16 Celsius-fok között van. 97 méter mélyre is lemerülhet, azonban általában 5-80 méteres mélységben tartózkodik. A tengerpartok közelében és a folyótorkolatokban is fellelhető, ahol a homokos vagy vízinövényzettel benőtt aljzaton ül. Állati planktonnal táplálkozik, főleg evezőlábú rákokkal (Copepoda) és Mysidaelárvákkal.
Legfeljebb 1 évig él.

## Szaporodása
Az ívási időszaka nyáron van. Körtealakú ikráit üres kagylóhéjakba rakja le. Ívás után mindkét szülő elpusztul.

## Felhasználása
Az Aphia minutának van ipari halászata.